# Sporting Clube de Luanda
Sporting Clube de Luanda é um clube de futebol de Angola. Disputou a primeira divisão nacional pela última vez em 1995.

## História
O clube foi fundado em 15 de agosto de 1920 em Luanda como Loanda Sporting Club. Em 1922, ele mudou para seu nome atual e, em 1 de setembro de 1922, foi incluído no registro do clube português Sporting Clube de Portugal como associação de filial.
O Sporting de Luanda sediou o primeiro jogo oficial de basquete em Angola para marcar o 10º aniversário do clube. Em 18 de maio de 1930, o Sporting venceu 8 jogos: 5 contra a Associação Académica do Liceu Central Salvador Correia, introduzindo oficialmente o basquete em Angola.
Mas foi principalmente através do futebol que o clube se tornou popular na então colônia portuguesa de Angola. Até hoje, o jogador mais conhecido do clube é Fernando Peyroteo, que se mudou para o Sporting em 1937 e, como parte do quinteto dos cinco violinos, desempenhou um papel fundamental na formação de sua história de sucesso. Com 331 gols no campeonato, ele ainda é o artilheiro da Primeira Liga Portuguesa.
Em 1941, o Sporting Luanda tornou-se campeão no primeiro campeonato disputado uniformemente em Angola, depois em Girabola. O clube se tornou campeão de Angola oito vezes.
No tumulto sociopolítico após a independência de Angola em 1975 e no início da guerra civil em Angola, o Sporting Luanda encontrou dificuldades existenciais. Seguiram-se mudanças temporárias de nomes (primeiro em Diabos Verdes, depois em Leões de Luanda) e dissoluções de clubes a curto prazo, e os atletas mais importantes deixaram o clube. Nos anos seguintes, ele teve que desistir de alguns de seus esportes mais importantes, principalmente futebol, mas também vôlei, hóquei em patins e hóquei.
O clube nunca recuperou a sua posição anterior no desporto angolano. Hoje ele só mantém equipes de handebol, artes marciais e basquete, onde tem algum sucesso, principalmente no campo juvenil. Por exemplo, cinco jogadores da equipe juvenil de Angola na Copa Africana de 1993 no Quênia vieram do Sporting Luanda e, em 2013, o clube se tornou o campeão juvenil de Angola.